# Oslon
Oslon este o comună în departamentul Saône-et-Loire, Franța. În 2009 avea o populație de 1.313 de locuitori.

## Evoluția populației
| An        | 1975 | 1982 | 1990 | 1999 | 2006  | 2009  |
| --------- | ---- | ---- | ---- | ---- | ----- | ----- |
| Populație | 755  | 749  | 799  | 983  | 1.230 | 1.313 |